# Evaza gressitti
Evaza gressitti är en tvåvingeart som beskrevs av James 1969. Evaza gressitti ingår i släktet Evaza och familjen vapenflugor. Inga underarter finns listade i Catalogue of Life.